# Piter De Vries
Piter De Vries es un personaje ficticio del universo Dune creado por Frank Herbert. Aparece principalmente en la novela Dune de 1965, pero también en la trilogía precuela Preludio a Dune (1999-2001) de Brian Herbert y Kevin J. Anderson.

## Personalidad
Al servicio del despiadado barón Vladimir Harkonnen, De Vries es un Mentat, un humano especialmente entrenado para realizar funciones mentales que rivalizan con las computadoras, que están prohibidas en todo el universo. Además, De Vries ha sido transformado en un sádico amoral por los tleilaxu.

## Adaptaciones cinematográficas
De Vries es interpretado por Brad Dourif en la película Dune de David Lynch de 1984, por Jan Unger en la miniserie Dune de 2000 y por David Dastmalchian en la película Dune de 2021 de Denis Villeneuve.